# Clara Driscoll
Clara Driscoll (Tallmadge, 15 december 1861 – 6 november 1944) was een Amerikaanse glaskunstenaar en het hoofd van de Women's Glass Cutting Department (de "Tiffany Girls") van Tiffany Studios in New York. De vrouwen van deze afdeling selecteerden en sneden het glas dat werd gebruikt in de Tiffany-lampen. Driscoll ontwierp meer dan dertig Tiffany-lampen die door de studio werden geproduceerd; zo ontwierp ze Blauweregen (Wisteria), Libelle (Dragonfly), Pioen (Peony), Klaproos (Poppy) en - naar alle waarschijnlijkheid haar eerste ontwerp - Narcis (Daffodil).
Tot kort geleden was bijna niets bekend over Driscoll omdat steeds gedacht werd dat Louis Comfort Tiffany de belangrijkste ontwerper van de glas-in-lood Tiffanylampen was.

## Biografie
Clara Pierce Wolcott werd op 15 december 1861 geboren als oudste dochter van Elizur V. Wolcott en Fannie Pierce. Hoewel ongebruikelijk voor die tijd werden Driscoll en haar drie zusters door hun ouders gestimuleerd om na het basisonderwijs vervolgopleidingen te volgen. Driscoll ging naar de Western Reserve School of Design for Women (tegenwoordig het Cleveland Institute of Art) terwijl ze gelijktijdig werkte voor een plaatselijke meubelmaker. Na het afronden van haar opleiding verhuisde Driscoll naar New York en ging ze studeren aan de Metropolitan Museum Art School.
In 1888 trad Driscoll in dienst bij Tiffany Studios. Ze ontwierp daar lampenkappen, mozaïeken, ramen en andere decoratieve objecten. Omdat verloofde en gehuwde vrouwen niet bij Tiffany's mochten werken, verliet Driscoll Tiffany's in 1889 na haar huwelijk met Francis Driscoll. Na diens dood in 1892 keerde ze terug bij haar oude werkgever. In 1896 verloofde ze zich met Edwin Waldo en ook deze keer was ze verplicht ontslag te nemen. Na Waldo's verdwijning in 1897 keerde Driscoll wederom terug bij Tiffany's. Dit maal bleef ze tot haar huwelijk met Edward A. Booth in 1909 in dienst. Gedurende haar tijd bij Tiffany werkte Driscoll nauw samen met een aantal andere "Tiffany Girls" als Alice Carmen Gouvy en Lillian Palmié.

## Onderzoek

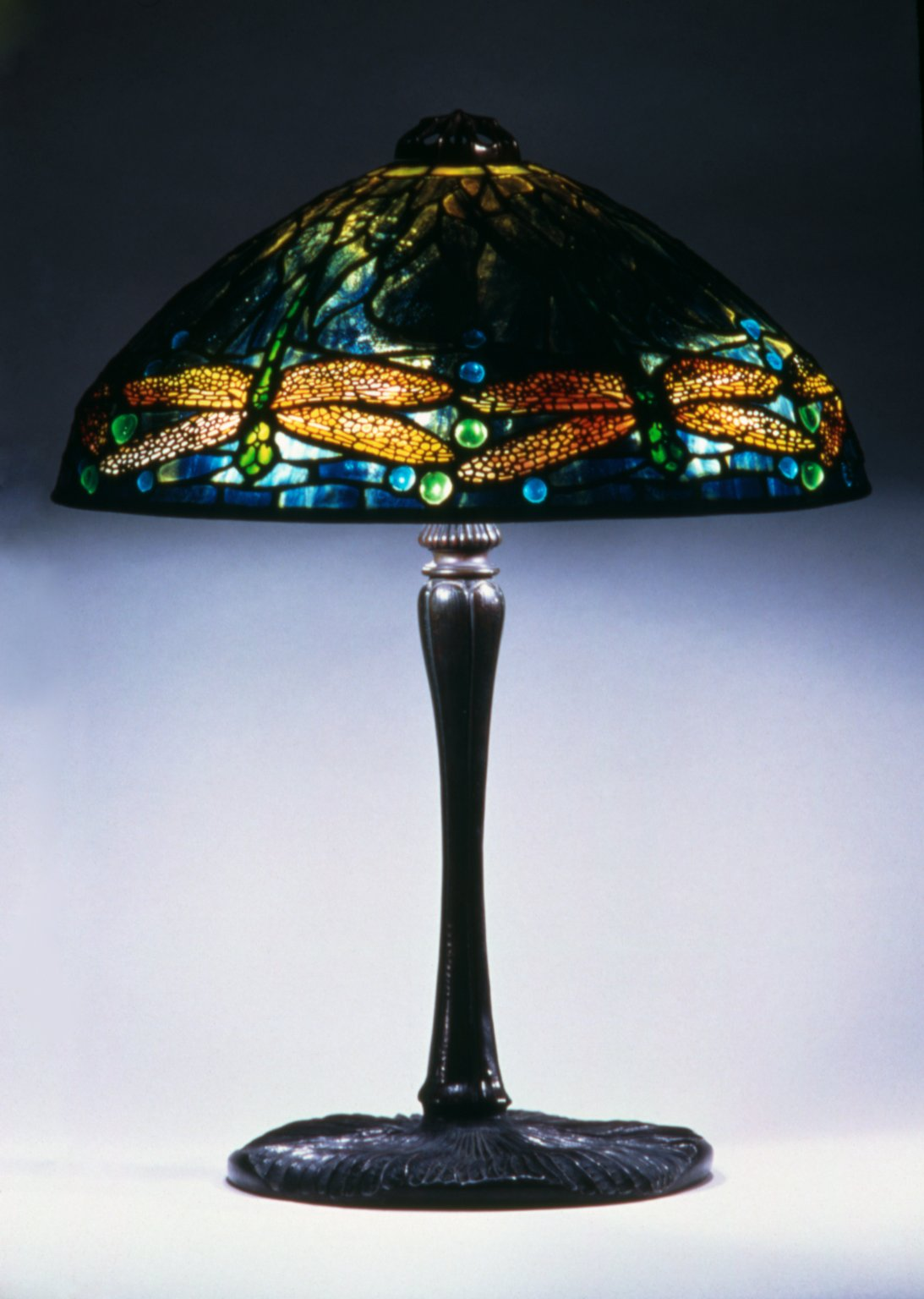
De Dragonfly (Libelle) lamp, ca. 1900 in het Brooklyn Museum

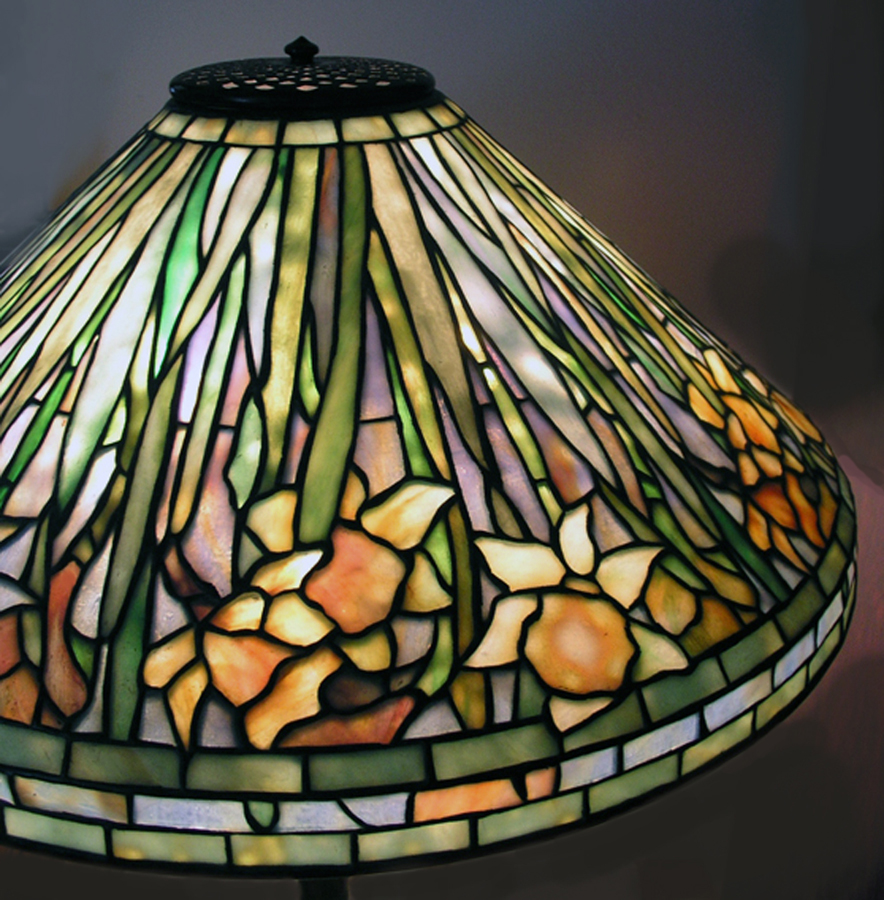
Een lampenkap van een Louis Comfort Tiffany & Co. Daffodil (Narcis) tafellamp, ontworpen door Clara Driscoll.

Na de sluiting van de Tiffany Studios begin jaren dertig raakte ook alle documentatie en administratie van het bedrijf kwijt. Martin Eidelberg (emeritus hoogleraar kunstgeschiedenis aan de Rutgers-universiteit), Nina Gray (onafhankelijk onderzoeker voormalige curator van de New-York Historical Society) en Margaret K. Hofer (curator decoratieve kunsten van de New-York Historical Society) onderzochten begin 2000 de rol van Driscoll en andere "Tiffany Girls" bij het ontwerpen van de Tiffany-lampen. In 2006 publiceerden zij gezamenlijk de resultaten van hun onderzoek.
In 2002 was al het boek Tiffany Desk Treasures van George A. Kemeny en Donald Miller verschenen waarin Driscoll genoemd werd als de ontwerper van Tiffany's beroemde Libelle-lampenkap (Dragonfly). Ook in dit boek werd Driscoll genoemd als een belangrijke ontwerper voor Tiffany Glass. Kemeny en Miller beschreven dat Driscoll met een inkomen van $10,000 per jaar een van de best verdienende vrouwen van haar tijd was.
Tijdens haar onderzoek voor een boek over Tiffany Studios vond Gray brieven die Driscoll tijdens haar dienstperiode aan haar moeder en zussen had geschreven. Ook Eidelberg had - onafhankelijk van Gray -  de correspondentie van Driscoll gezien nadat hij na een lezing door een van haar familieleden was benaderd. De historici kwamen met elkaar in contact op de Kent State University waar ze beiden probeerden meer correspondentie van Driscoll te achterhalen. Hun beider conclusie was dat het zonder enige twijfel Driscoll en de "Tiffany girls" waren geweest die veel van de Tiffany-lampen hadden ontworpen die eerder aan Louis Comfort Tiffany en zijn mannelijke medewerkers waren toegeschreven.
In 2006 vond de tentoonstelling "A New Light on Tiffany" plaats in de New-York Historical Society waar Driscolls werk en dat van haar vrouwelijke collega's werd getoond. Deze tentoonstelling was later in Nederland te zien in het Singer museum in Laren.